# Maurice Peeters
Mauritius Prosper ("Maurice") Peeters (Antwerpen, 5 mei 1882 - Leidschendam, 5 december 1957) was een Nederlands wielrenner. In 1920 werd hij op de baan, Olympisch en wereldkampioen op de sprint. In 1924 won hij een bronzen Olympische medaille als piloot op de tandem.

## Leven en loopbaan
Peeters werd geboren in Antwerpen, maar groeide op in Den Haag. In 1908 verkreeg hij de Nederlandse nationaliteit. Hij werkte in een slachterij en begon pas op 34-jarige leeftijd met wielrennen. Hij was een renner vol bravoure, die niets moest hebben van tactiek of souplesse.

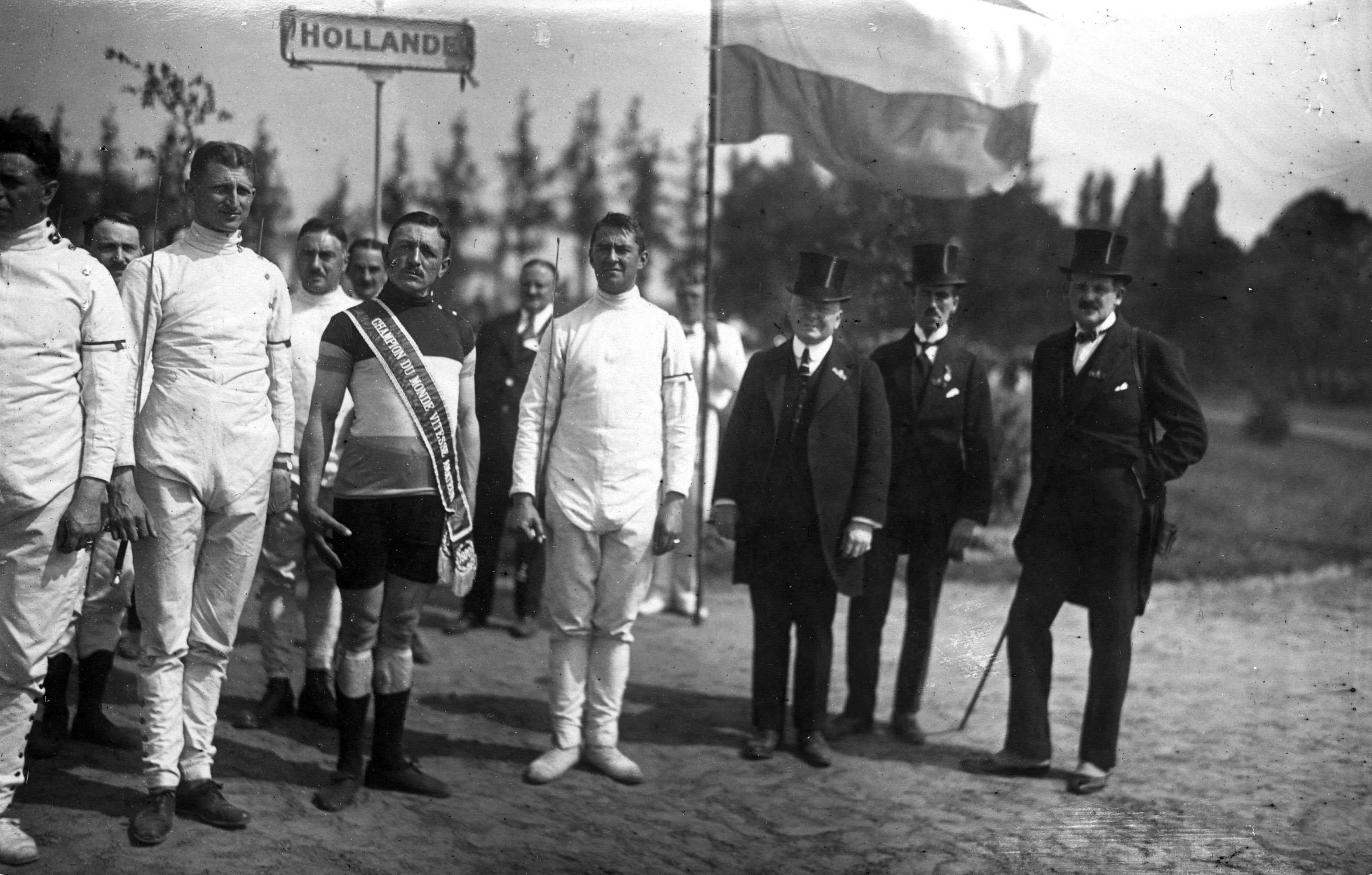
Peeters, met wereldkampioen-sjerp, tussen schermers tijdens de openingsceremonie van de OS 1920

Zijn grootste successen haalde hij in 1920. Tijdens de Olympische Spelen in Antwerpen werd hij de eerste Nederlandse olympisch kampioen bij het wielrennen. Op het onderdeel sprint versloeg hij in een turbulente finale twee Britten, die de hele wedstrijd tegen hem hadden samengespannen. Alhoewel Peeters in 1920 al 38 was had hij in de eindsprint genoeg kracht over om de zege te behalen. In hetzelfde jaar werd Maurice Peeters ook Wereldkampioen sprint en won hij de Grote Prijs van Parijs. In 1922 won hij zilver bij de sprint.
Vier jaar later, tijdens de Spelen van Parijs, haalde hij opnieuw een finale, ditmaal op het onderdeel Tandem, samen met Gerard Bosch van Drakestein. Tijdens de race werden zij ingehaald door een Frans koppel, dat in het passeren een enorme schreeuw gaf, waar Peeters zo van schrok dat de fiets begon te slingeren. Het Nederlandse duo werd uiteindelijk derde.
Na afloop begreep Bosch van Drakestein niet dat zijn kompaan zo laconiek reageerde op het verlies, tot hij in de kleedkamer een fles cognac zag staan. Peeters maakte er een gewoonte van voor een race een glaasje te nemen, sinds deze drank hem ooit van een voedselvergiftiging had afgeholpen. Ditmaal bleek de fles echter helemaal leeg te zijn gedronken.
Peeters beëindigde zijn wielercarrière in 1928, toen hij 46 jaar oud was.
1896: Paul Masson ·
1900: Albert Taillandier ·
1920: Maurice Peeters ·
1924: Lucien Michard ·
1928: Roger Beaufrand ·
1932: Jacques van Egmond ·
1936: Toni Merkens ·
1948: Mario Ghella ·
1952: Enzo Sacchi ·
1956: Michel Rousseau ·
1960: Sante Gaiardoni ·
1964: Giovanni Pettenella ·
1968: Daniel Morelon ·
1972: Daniel Morelon ·
1976: Anton Tkáč ·
1980: Lutz Heßlich ·
1984: Mark Gorski ·
1988: Lutz Heßlich ·
1992: Jens Fiedler ·
1996: Jens Fiedler ·
2000: Marty Nothstein ·
2004: Ryan Bayley ·
2008: Chris Hoy · 
2012: Jason Kenny · 
2016: Jason Kenny · 
2020: Harrie Lavreysen · 
2024: Harrie Lavreysen
- Bibliothèque nationale de France: cb16929416m (data)
- International Standard Name Identifier: 0000 0004 4246 0451
- Virtual International Authority File: 313404677